# Qingtan
Qingtan (kinesiska 清谈, pinyin: Qīngtán, Wade-Giles: Ch'ing-t'an, ordagrant "ren konversation"), även kallad qingyan (清 言), var en daoistisk strömning vid tiden för Wei- och Jindynastierna (220-420) och under De nordliga dynastierna. 
Qingtan har ofta jämförts med japanska Zens bruk av koan.
Qinqtan syftade på hövlig ren konversation om metafysik, filosofi och personligheter. Företeelsen var särskilt populär i Den södra huvudstaden under slutet av Han, De stridande staterna och De tre kungadömena (Wei,Shu-hai,Wu). Den främsta av sådana diskussionsgrupper, i centrum av läran om den filosofiska Taoismen - i synnerhet av de legendariska Laozi (Daodejing) och Zhuang Zi,  var ”De sju vise i bambulunden”. Till Qingtan-företrädarna räknas 何晏 Han Yan, Wang Bi 王弼, 夏侯玄 Xiahou Xuan, Wang Yan 王衍 och Guo Xiang 郭象.